# Palier magnétique
Un palier magnétique est un palier qui supporte une charge grâce à la sustentation électromagnétique (ou "lévitation magnétique"). Les paliers magnétiques permettent le support de pièces mobiles sans contact physique.
Il existe deux types de paliers magnétiques :
- Les paliers magnétiques "actifs" asservis où un système de contrôle électronique régule des électroaimants assurant le centrage. La majorité des applications actuelles utilisent ce principe.
- Les paliers électrodynamiques "passifs" à aimants permanents où ce sont les courants induits par la rotation des aimants générant des champs magnétiques qui assurent le centrage du rotor. Leur action n'est effective qu'à partir d'une certaine vitesse de rotation.

Leurs principaux intérêts sont de permettre de faire tourner un rotor :
- sans contact, donc sans usure.
- à grande vitesse (la seule limite de vitesse est donnée par les forces de cohésion du rotor qui doivent rester supérieures aux forces centrifuges), typiquement 150 000 tr/min.
- en contrôlant activement les vibrations pour les réduire
- sans lubrification: intérêt écologique et économique
- dans des environnements très sévères (très basse température, haute température, gaz corrosifs...)

Ils sont aussi très appréciés dans le monde des turbomachines pour la possibilité qu'ils offrent de contrôler électroniquement la raideur et l'amortissement qu'ils apportent au rotor. Ce qui permet de nouvelles stratégies de passage des modes critiques du rotor et ainsi de fonctionner sur des points de fonctionnements jusque-là inatteignables.

Principe de fonctionnement du palier magnétique sur 1 axe.

- Exemple d'application d'un palier magnétique sur machine motorisée.